# Трутнев, Владимир Никитович
Владимир Никитович Трутнев (3 июня 1914 — ?) — токарь-наладчик станков Ленинградского завода «Большевик», лауреат Сталинской премии. Член КПСС с 1944 г.

## Биография
Родился в крестьянской семье в Царицынской губернии. Рано осиротел: отец погиб в Гражданскую войну, мать умерла в 1924 году.
С 1930 г. работал учеником машиниста паровых молотов на сталинградском заводе «Баррикады». В 1934 г. переучился на токаря.
С октября 1938 до конца 1939 года в той же специальности служил в РККА в мастерской-«летучке», которая в том числе обслуживала части, сражавшиеся на Халхин-Голе. Затем вернулся на завод После начала войны — в эвакуации на Урале.
С 1945 г. работал токарем Ленинградского завода «Большевик». Подхватив почин токаря-скоростника Г. С. Борткевича, смог опередить его по выработке, когда понял: скорость резания ограничена вибрацией оборудования, твердостью инструмента, и надо бороться за сокращение вспомогательного времени, а не просто увеличивать обороты.
В 1949 г. стал лауреатом Сталинской премии — за внедрение скоростных методов обработки металла.
В последующем занимался механизацией нарезки сложных винтов. Автор 7 изобретений, за каждое из которых получил медаль ВДНХ, из них две золотые и одна серебряная.
Делегат XX съезда КПСС.
Награждён орденами Ленина (1957), «Знак Почёта» и медалью «За трудовую доблесть».
Автор брошюр:
- Трутнев, Владимир Никитич. В борьбе за механизацию токарной обработки [Текст]. — Ленинград : Лениздат, 1955. — 79 с. : ил.; 17 см.
- Трутнев В. Н. Совет новаторов на заводе . [Машиностроительный завод " Большевик "] . Л. , Лениздат , 1962 , 43 с .
- Работа на станках с гидросуппортами/ В. Н. Трутнев; под ред. И. Г. Космачева. — Ленинград : Лениздат, 1964. — 66 с. : ил.